# Guitarra archtop
Guitarra archtop és una guitarra acústica o electro-acústica de cordes d'acer amb una distintiva forma corba en la seva tapa harmònica, el so de la qual és especialment popular entre els intèrprets de blues i jazz.
Normalment una guitarra de tipus archtop té les següents característiques:
- Tapa acústica i fons corbats.
- Pont mòbil ajustable metàl·lic ancorat a la caixa acústica en l'extrem oposat al màstil.
- Forats harmònics en forma de {\displaystyle f} com els instruments de la família del violí.
- Pastilles tipus humbucker.